# Türkische Botschaft Vatikanstadt
Die Türkische Botschaft Vatikanstadt (offiziell: Botschaft der Republik Türkei Vatikanstadt; Türkiye Cumhuriyeti Vatikan Büyükelçiliği oder T.C. Vatikan Büyükelçiliği) ist die höchste diplomatische Vertretung der Republik Türkei beim Staat Vatikanstadt. Seit 2009 residiert Kenan Gürsoy als Botschafter der Republik Türkei in dem Botschaftsgebäude.